# Monika Ciaciuch
Monika Ciaciuch-Chabel (10 maggio 1990) è una canottiera polacca.

## Biografia
Ha sposato Wiktor Chabel, anche lui canottiere di caratura internazionale.

## Palmarès
- Olimpiadi

Rio de Janeiro 2016: bronzo nel 4 di coppia.
- Mondiali

Sarasota 2017: argento nel 4 senza.
- Europei

Belgrado 2014: bronzo nel 4 di coppia.
Poznań 2015: bronzo nel 4 di coppia.
Brandeburgo 2016: argento nel 4 di coppia.